# Volcán Alcedo
Volcán Alcedo är en vulkan i Ecuador.   Den ligger i provinsen Galápagos, i den västra delen av landet, 1 400 km väster om huvudstaden Quito. Toppen på Volcán Alcedo är 1 130 meter över havet, eller 329 meter över den omgivande terrängen. Bredden vid basen är 0,09 km. Volcán Alcedo ligger på ön Isabela.
Terrängen runt Volcán Alcedo är huvudsakligen kuperad, men den allra närmaste omgivningen är platt.  Trakten runt Volcán Alcedo är nära nog obefolkad, med mindre än två invånare per kvadratkilometer. Det finns inga samhällen i närheten. I omgivningarna runt Volcán Alcedo växer huvudsakligen savannskog.